# Manin Rego
Francisco das Chagas Rego Damasceno, mais conhecido como Manin Rego, (Barras, 20 de fevereiro de 1959) é um advogado e político brasileiro, outrora deputado estadual pelo Piauí.

## Dados biográficos
Filho de Antônio Martins Damasceno e Teresinha de Araújo Rego Damasceno. Advogado, fez carreira política no PMDB ao eleger-se vereador em Barras em 1992. Genro de José Ribamar Pereira, foi eleito deputado estadual em 1994, afastando-se do mesmo durante o primeiro governo Mão Santa, onde foi secretário de Justiça e depois secretário do Interior e Assuntos Municipais. Eleito segundo suplente do senador Alberto Silva em 1998, assumiu a direção da Empresa de Assistência Técnica e Extensão Rural (EMATER) após a reeleição de Mão Santa.
Eleito prefeito de Barras em 2004 e reeleito em 2008, foi cassado em 2010 por abuso de poder econômico e compra de votos. Declarado inelegível cinco anos depois, quando a Câmara Municipal de Barras rejeitou suas contas, teve indeferida sua candidatura a prefeito do município em 2020. Voltou à política ao eleger-se vereador em sua cidade natal via PT em 2024.